# Valentinovo (Pregrada)
Valentinovo falu Horvátországban Krapina-Zagorje megyében. Közigazgatásilag Pregradához tartozik.

## Fekvése
Krapinától 7 km-re délnyugatra, községközpontjától 4 km-re délkeletre a Horvát Zagorje északnyugati részén fekszik.

## Története
A régészeti leletek tanúsága szerint területén már az őskorban is éltek emberek. A település északi részén, nem messze a 206-os számú úttól található a „Bušin-Bežanec” régészeti lelőhely. A lelőhely egy 199,3 m tengerszint feletti magasságú fennsíkon, Bežanec védett kastélya felett, stratégiailag kedvező helyen található, olyan helyen, ahonnan a Plemenšćina- és a Kosteljina-patakok völgyeit részben ellenőrizni lehetett. A területet 2014-ben, Környezeti Hatástanulmány részét képező régészeti terepbejárás során fedezték fel. Ebből az alkalomból más őskori leletek mellett több mint 220 darab, különböző típusú kőből készült hasított kőszerszámot gyűjtöttek össze. A leletek alapján a lelőhely kora előzetesen a mezolitikum utáni időszakra datálható.
Bežanec kastélya a 17. század végén épült, az 1830-as években klasszicista stílusban építették át. Birtokosai a Keglevichek, Kollenbachok, a Schlaun-Linden bárók voltak, majd 1842-ben Franz Ottenfels Gschwind báró, császári követ vásárolta meg. Jozefa bárónő sokat építtetett rajta, ugyanis egy jóslat azt mondta neki, hogy addig fog élni amíg építeni tud.
A településnek 1857-ben 149, 1910-ben 252 lakosa volt. Trianonig Varasd vármegye Pregradai járásához tartozott. A településnek 2001-ben 169 lakosa volt.

## Nevezetességei
- Itt áll Bežanec kastélya, a környék legnagyobb fennmaradt kastélya.[3] A kastély négyszög alaprajzú, egyemeletes, torony nélküli épület késő barokk és klasszicista stílusjegyekkel, zárt belső udvarral. A bejárat felett kis órás tornyocska látható. A kastélyhoz rezgőnyárfasor vezet, az egykori park fái közül borókafenyők, lucfenyők, nyírfák és hársak maradtak meg. A kastély ma egy vállalkozó, Siniša Križanac tulajdona, vendéglátó és turisztikai célokat szolgál.
- Janko Leskovar szülőháza.[4] Itt született a neves horvát író 1861. december 12-én. Ez az egyemeletes téglaépület a 19. század közepén épült, és a hozzá tartozó gazdasági résszel a polgárházak kategóriájába tartozik. A főhomlokzatot egyszerűen tagolja az ablaknyílások ritmusa. Az épület belseje nem változott, vagyis a helyiségek elrendezése ugyanaz maradt, mint az építkezés során. Az eredeti berendezés (fa szekrény, íróasztal stb.) és az eredeti asztalosmunka is fennmaradt.

## Külső hivatkozások
- Pregrada hivatalos oldala
- A város információs portálja
- A Bežanec kastélyszálló honlapja[halott link]
- Bežanec kastélya – rövid ismertető
- Képek a kastélyról[halott link]